# 仁科和雄
仁科 和雄（にしな かずお、1933年8月13日 - 2023年7月16日）は日本の実業家。元髙島屋代表取締役会長。

## 人物
東京都立大泉高等学校を経て、一橋大学卒業。大学時代は準硬式野球部に所属、大学4年時には東都大学一部リーグ戦で準優勝した。
三和銀行副頭取を経て、1993年髙島屋代表取締役副社長就任。横浜高島屋との合併を指揮した。仁科は次期社長とみられていたが、その後、高島屋商法違反事件が起き、事件当時総務統括の代表取締役であったことため社長就任が困難になり、代表取締役会長に就任。1996年にはタカシマヤタイムズスクエアを開設。高島屋相談役、特別顧問、特別区人事委員会委員、自由時間倶楽部代表等も務めた。
2023年7月16日、慢性心不全のため死去。